# وینسنت کاستیانس
وینسنت کاستیانس (انگلیسی: Vincent Castellanos؛ زادهٔ ۷ اوت ۱۹۶۱) یک هنرپیشه اهل ایالات متحده آمریکا است.
از فیلم‌ها یا برنامه‌های تلویزیونی که وی در آن نقش داشته است می‌توان به جاده مالهالند، کلاغ: شهر فرشتگان، آناکوندا اشاره کرد.